# SKA-Khabarovsk
Maillots
Actualités
Le Futbolny klub SKA-Khabarovsk, plus couramment abrégé en SKA-Khabarovsk (en russe : СКА-Хабаровск), est un club de football russe basé à Khabarovsk fondé en 1946. Il est également connu sous le nom SKA-Energia entre 1999 et 2016.
Principal représentant de l'Extrême-Orient russe sur le plan footballistique avec le Luch Vladivostok, le SKA prend ainsi régulièrement part aux compétitions professionnelles russes, où il devient un habitué de la deuxième division à partir des années 2000. Il effectue un bref passage au sein de la première division lors de la saison 2017-2018 avant d'être relégué au deuxième échelon où il évolue actuellement.
Fondé par les forces armées, le logo du club arbore ainsi l'étoile rouge à cinq branches, un de leurs principaux symboles dans les compétitions sportives. Ses couleurs historiques sont le rouge et le bleu.

## Histoire

### Période soviétique (1946-1991)

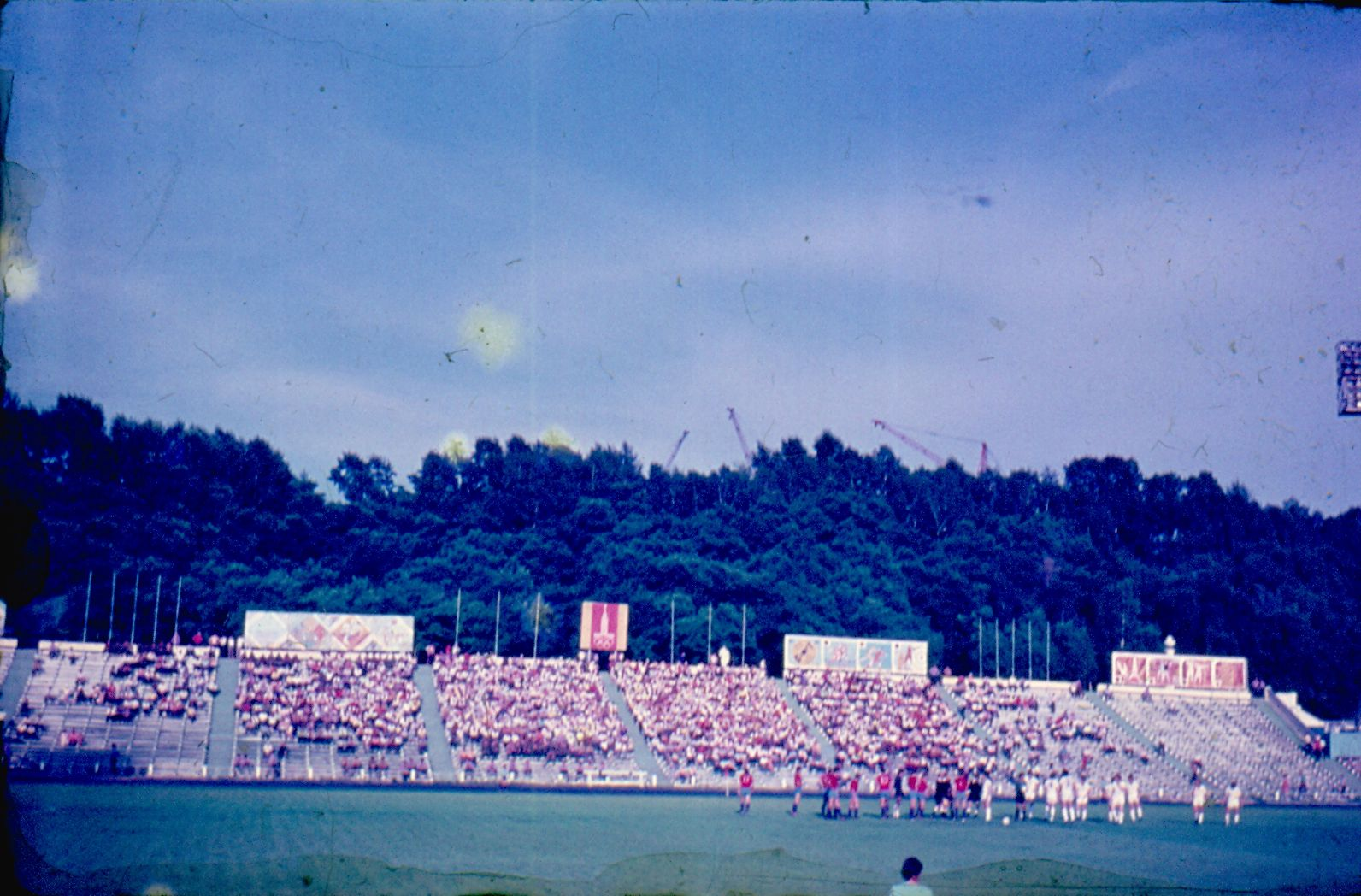
Photo d'une rencontre à domicile en 1980.

Fondé par les forces armées soviétiques en 1946 sous le nom DKA, le club évolue dans un premier temps au sein des compétitions de l'armée ainsi que dans le championnat de la RSFS de Russie, prenant successivement les noms ODO en 1954 puis DO dès l'année suivante. Il intègre en 1957 la deuxième division soviétique sous l'appellation OSK, qui est très vite changé en SKVO la même année puis SKA à partir de 1960. Très vite le club s’impose comme une équipe de premier rang dans les groupes de l'Extrême-Orient russe, remportant trois fois son groupe entre 1957 et 1961. Il échoue cependant par deux fois à la montée à l'issue des phases finales.
Replacé au troisième échelon en 1963 après une réorganisation des championnats soviétiques, le SKA réalise malgré sa première performance notable au niveau national en atteignant les quarts de finale de la coupe d'Union soviétique la même année. Retrouvant la deuxième division en 1965, il remporte le groupe 2 en 1969 mais échoue une nouvelle fois à la montée lors de la phase finale. Cette performance lui permet tout de même d'être maintenu au moment de la réorganisation du deuxième échelon, qui prend la forme d'une poule unifiée à partir de 1970. Il ne s'y maintient cependant qu'une seule saison, terminant avant-dernier.
De retour en troisième division, le SKA connaît quelques saisons dans le milieu de classement avant de retrouver les premières places durant la deuxième moitié des années 1970, atteignant notamment la phase finale en 1975 et finissant trois fois deuxième entre 1975 et 1977. Finalement, après avoir remporté la zone 6 en 1979, le club retrouve la deuxième division en 1980.
Après une première saison prometteuse qui le voit terminer sixième, les performances du club chutent drastiquement et il passe une grande partie de ses années 1980 dans le bas du classement à lutter pour se maintenir, étant finalement relégué à l'issue de la saison 1986. Malgré une victoire dans la zone 4 du troisième échelon dès l'année suivante, il échoue à la montée lors de la phase finale et tombe par la suite dans le milieu de classement, étant même replacé en quatrième division pour les saisons 1990 et 1991.

### Période russe (depuis 1992)

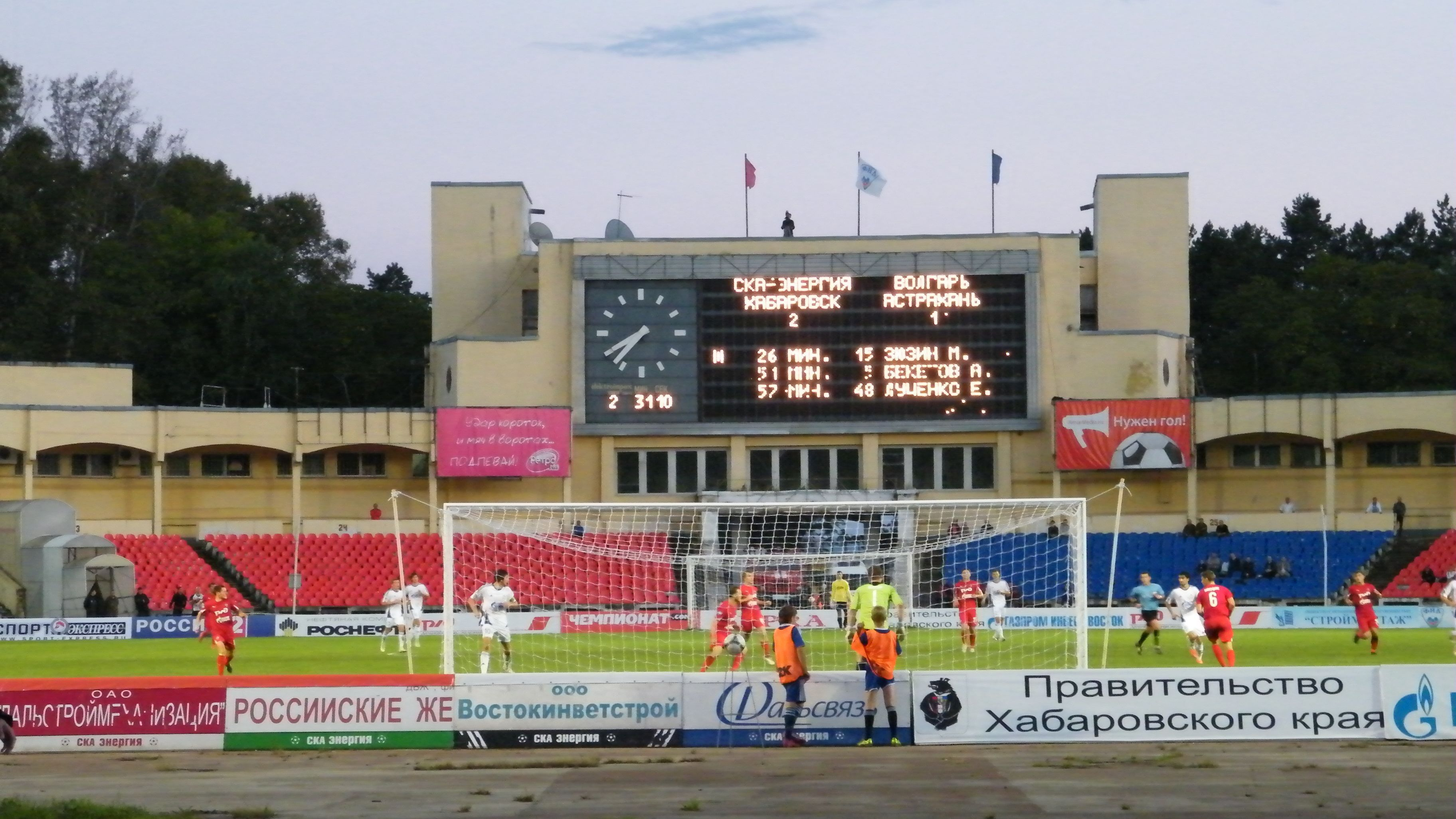
Photo d'une rencontre à domicile en 2012.

À la suite de la dissolution de l'Union soviétique, le SKA est intégré à la nouvelle deuxième division russe en 1992. Il y effectue cependant des prestations médiocres, se classant quatorzième du groupe Est la première année avant de terminer largement dernier la saison suivante avec dix points en trente matchs. Le club passe par la suite huit saisons au troisième échelon, grimpant progressivement jusqu'à terminer premier du groupe Est à l'issue de la saison 2001. Cette période le voit également adopter l'appellation SKA-Energia à partir de 1999.
Retrouvant la deuxième division en 2002, l'équipe y devient au fil du temps un acteur récurrent du milieu de tableau, passant pas moins de quinze saisons d'affilée à ce niveau. Reprenant son nom historique SKA lors de la saison 2016-2017, cette saison est également celle qui voit le club mettre un terme à son long passage au second échelon en terminant quatrième du championnat avant de remporter son barrage de promotion face au FK Orenbourg, ce qui lui permet de découvrir la première division pour la première fois de son histoire,.
Les débuts du SKA dans l'élite s'avèrent cependant très difficiles, le club se retrouvant très vite décroché au classement avant de terminer la saison 2017-2018 largement dernier avec treize points en trente matchs, et de retrouver la deuxième division après seulement une année.
Ambitionnant alors une remontée directe dès l'exercice suivant, un mauvais début de championnat sous Sergueï Perednia amène au renvoi de ce dernier dès la mi-août 2018 et son remplacement par Vadim Ievseïev. Celui-ci ne parvient cependant pas à améliorer les choses et quitte même son poste au mois de mars 2019 pour rejoindre le FK Oufa, alors que le club se place neuvième. Le SKA termine ainsi la saison avec Alekseï Poddoubski, dont l'arrivée s'accompagne cette fois d'un net regain de forme permettant à l'équipe de rêver d'un éventuel barrage de promotion jusqu'à la dernière journée, auquel il échoue cependant après une défaite face au FK Armavir lors de l'ultime rencontre de la saison et de résultats défavorables sur les autres pelouses, devant ainsi se contenter de la septième position. Il demeure par la suite une équipe de milieu de classement dans les années qui suivent.
La première partie de la saison 2021-2022 voit le SKA faire son retour au premier plan et se battre pour les places de promotion, se plaçant notamment cinquième au moment de la trêve hivernale, à deux points des barrages. Celle-ci est cependant marquée par le départ de l'entraîneur Sergueï Iouran au FK Khimki le 23 février 2022, à une dizaine de jours de la reprise. Son remplaçant Alekseï Poddoubski, qui récupère le poste pour la quatrième fois en moins de sept ans, parvient à poursuivre sur cette bonne dynamique initiale pour assurer la place de quatrième et barragiste au terme de l'exercice. Le club s'incline cependant face à FK Khimki sur le score de 1-3 (victoire 1-0 à l'aller, défaite 3-0 au retour) lors des barrages et échoue à la montée.

## Bilan sportif

### Palmarès
| Période russe | Période soviétique |
| - Championnat de Russie - Seizième : 2018. - Coupe de Russie - Quarts de finale : 2018. - Championnat de Russie de deuxième division - Quatrième : 2013, 2017 et 2022. - Championnat de Russie de troisième division - Vainqueur de groupe : 2001. | - Coupe d'Union soviétique - Quarts de finale : 1963. - Championnat d'Union soviétique de deuxième division - Vainqueur de groupe : 1957, 1958, 1961 et 1969. - Championnat d'Union soviétique de troisième division - Vainqueur de groupe : 1979 et 1987. |

### Classements en championnat
La frise ci-dessous résume les classements successifs du club en championnat d'Union soviétique.
La frise ci-dessous résume les classements successifs du club en championnat de Russie.

### Bilan par saison
Légende
- Promotion en division supérieure
- Relégation en division inférieure

#### Période soviétique
| Saison | Championnat          | Championnat          | Championnat          | Championnat          | Championnat          | Championnat          | Championnat          | Championnat          | Championnat          | Championnat          | Coupe d'URSS          |
| Saison | Division             | Pos                  | Pts                  | J                    | V                    | N                    | D                    | BP                   | BC                   | Diff                 | Coupe d'URSS          |
| ------ | -------------------- | -------------------- | -------------------- | -------------------- | -------------------- | -------------------- | -------------------- | -------------------- | -------------------- | -------------------- | --------------------- |
| 1954   | Championnat régional | Championnat régional | Championnat régional | Championnat régional | Championnat régional | Championnat régional | Championnat régional | Championnat régional | Championnat régional | Championnat régional | Seizièmes de finale   |
| 1955   | Championnat régional | Championnat régional | Championnat régional | Championnat régional | Championnat régional | Championnat régional | Championnat régional | Championnat régional | Championnat régional | Championnat régional | 128es de finale Q     |
| 1956   | Championnat régional | Championnat régional | Championnat régional | Championnat régional | Championnat régional | Championnat régional | Championnat régional | Championnat régional | Championnat régional | Championnat régional | —                     |
| 1957   | 2e Extrême-Orient    | 1er                  | 32                   | 22                   | 12                   | 8                    | 2                    | 34                   | 14                   | +20                  | Demi-finales Q        |
| 1958   | 2e Zone 6            | 1er                  | 35                   | 26                   | 14                   | 7                    | 5                    | 47                   | 29                   | +18                  | Demi-finales Q        |
| 1959   | 2e Zone 7            | 3e                   | 36                   | 26                   | 14                   | 8                    | 4                    | 39                   | 23                   | +16                  | —                     |
| 1960   | 2e Russie 5          | 2e                   | 38                   | 26                   | 17                   | 4                    | 5                    | 45                   | 19                   | +26                  | Demi-finales Q        |
| 1961   | 2e Russie 6          | 1er                  | 36                   | 24                   | 16                   | 4                    | 4                    | 43                   | 14                   | +29                  | 32es de finale        |
| 1962   | 2e Russie 5          | 2e                   | 40                   | 28                   | 17                   | 6                    | 5                    | 45                   | 27                   | +18                  | Quarts de finale Q    |
| 1963   | 3e Russie 5          | 10e                  | 27                   | 28                   | 10                   | 7                    | 11                   | 25                   | 27                   | -2                   | Quarts de finale      |
| 1964   | 3e Russie 6          | 4e                   | 38                   | 34                   | 10                   | 18                   | 6                    | 33                   | 23                   | +10                  | Huitièmes de finale Q |
| 1965   | 3e Russie 6          | 4e                   | 45                   | 36                   | 14                   | 17                   | 5                    | 34                   | 20                   | +14                  | —                     |
| 1966   | 2e Groupe 3          | 12e                  | 33                   | 34                   | 11                   | 11                   | 12                   | 28                   | 34                   | -6                   | Huitièmes de finale Q |
| 1967   | 2e Groupe 3          | 6e                   | 39                   | 36                   | 15                   | 9                    | 12                   | 40                   | 37                   | +3                   | 64es de finale        |
| 1968   | 2e Groupe 4          | 3e                   | 50                   | 40                   | 18                   | 14                   | 8                    | 37                   | 25                   | +12                  | 128es de finale       |
| 1969   | 2e Groupe 2          | 1er                  | 29                   | 22                   | 11                   | 7                    | 4                    | 33                   | 17                   | +16                  | 128es de finale       |
| 1970   | 2e                   | 21e                  | 32                   | 42                   | 8                    | 16                   | 18                   | 22                   | 41                   | -19                  | 64es de finale        |
| 1971   | 3e Zone 6            | 3e                   | 71                   | 38                   | 20                   | 11                   | 7                    | 39                   | 23                   | +16                  | —                     |
| 1972   | 3e Zone 7            | 7e                   | 36                   | 40                   | 13                   | 10                   | 17                   | 45                   | 44                   | +1                   | —                     |
| 1973   | 3e Zone 7            | 12e                  | 23                   | 30                   | 7                    | 10                   | 13                   | 31                   | 36                   | -5                   | —                     |
| 1974   | 3e Zone 5            | 5e                   | 43                   | 34                   | 17                   | 9                    | 8                    | 57                   | 40                   | +17                  | —                     |
| 1975   | 3e Zone 5            | 2e                   | 41                   | 34                   | 18                   | 5                    | 11                   | 49                   | 32                   | +17                  | —                     |
| 1976   | 3e Zone 5            | 2e                   | 46                   | 34                   | 18                   | 10                   | 6                    | 57                   | 27                   | +30                  | —                     |
| 1977   | 3e Zone 6            | 2e                   | 48                   | 38                   | 20                   | 8                    | 10                   | 61                   | 32                   | +29                  | Seizièmes de finale   |
| 1978   | 3e Zone 6            | 7e                   | 44                   | 40                   | 16                   | 12                   | 12                   | 63                   | 49                   | +14                  | 32es de finale        |
| 1979   | 3e Zone 6            | 1er                  | 59                   | 40                   | 25                   | 9                    | 6                    | 84                   | 37                   | +47                  | —                     |
| 1980   | 2e                   | 6e                   | 50                   | 46                   | 20                   | 10                   | 16                   | 45                   | 60                   | -15                  | Phase de groupes      |
| 1981   | 2e                   | 19e                  | 40                   | 46                   | 16                   | 8                    | 22                   | 50                   | 58                   | -8                   | Phase de groupes      |
| 1982   | 2e                   | 16e                  | 38                   | 42                   | 14                   | 10                   | 18                   | 34                   | 48                   | -14                  | Phase de groupes      |
| 1983   | 2e                   | 19e                  | 36                   | 42                   | 12                   | 12                   | 18                   | 33                   | 54                   | -21                  | Seizièmes de finale   |
| 1984   | 2e                   | 14e                  | 39                   | 42                   | 14                   | 11                   | 17                   | 55                   | 59                   | -4                   | Seizièmes de finale   |
| 1985   | 2e Groupe A          | 9e                   | 41                   | 42                   | 16                   | 9                    | 17                   | 56                   | 68                   | -12                  | Seizièmes de finale   |
| 1986   | 2e                   | 21e                  | 36                   | 46                   | 12                   | 12                   | 22                   | 49                   | 61                   | -12                  | Huitièmes de finale   |
| 1987   | 3e Zone 4            | 1er                  | 45                   | 28                   | 21                   | 3                    | 4                    | 39                   | 14                   | +25                  | 64es de finale        |
| 1988   | 3e Zone 4            | 8e                   | 31                   | 30                   | 12                   | 7                    | 11                   | 28                   | 30                   | -2                   | 64es de finale        |
| 1989   | 3e Zone 4            | 12e                  | 38                   | 36                   | 15                   | 8                    | 13                   | 37                   | 38                   | -1                   | 32es de finale        |
| 1990   | 4e Zone 10           | 4e                   | 34                   | 28                   | 13                   | 8                    | 7                    | 44                   | 24                   | +20                  | —                     |
| 1991   | 4e Zone 10           | 2e                   | 49                   | 34                   | 23                   | 3                    | 8                    | 58                   | 22                   | +36                  | —                     |

#### Période russe
| Saison    | Championnat | Championnat | Championnat | Championnat | Championnat | Championnat | Championnat | Championnat | Championnat | Championnat | Coupe de Russie     |
| Saison    | Division    | Pos         | Pts         | J           | V           | N           | D           | BP          | BC          | Diff        | Coupe de Russie     |
| --------- | ----------- | ----------- | ----------- | ----------- | ----------- | ----------- | ----------- | ----------- | ----------- | ----------- | ------------------- |
| 1992      | 2e Est      | 14e         | 23          | 30          | 9           | 5           | 16          | 32          | 44          | -12         | —                   |
| 1993      | 2e Est      | 16e         | 10          | 30          | 2           | 6           | 22          | 16          | 59          | -43         | 128es de finale     |
| 1994      | 3e Est      | 6e          | 30          | 32          | 13          | 4           | 15          | 51          | 47          | +4          | —                   |
| 1995      | 3e Est      | 14e         | 38          | 34          | 11          | 5           | 18          | 36          | 46          | -10         | 256es de finale     |
| 1996      | 3e Est      | 5e          | 54          | 30          | 16          | 6           | 8           | 48          | 30          | +18         | 128es de finale     |
| 1997      | 3e Est      | 3e          | 65          | 34          | 19          | 8           | 7           | 52          | 22          | +30         | 32es de finale      |
| 1998      | 3e Est      | 4e          | 55          | 30          | 17          | 4           | 9           | 49          | 32          | +17         | 64es de finale      |
| 1999      | 3e Est      | 2e          | 48          | 42          | 13          | 9           | 20          | 43          | 59          | -16         | 32es de finale      |
| 2000      | 3e Est      | 2e          | 53          | 24          | 16          | 5           | 3           | 50          | 23          | +27         | Tour préliminaire   |
| 2001      | 3e Est      | 1er         | 65          | 28          | 20          | 5           | 3           | 57          | 15          | +42         | 256es de finale     |
| 2002      | 2e          | 12e         | 42          | 34          | 10          | 12          | 12          | 35          | 37          | -2          | 128es de finale     |
| 2003      | 2e          | 10e         | 60          | 42          | 16          | 12          | 14          | 51          | 47          | +4          | Seizièmes de finale |
| 2004      | 2e          | 7e          | 61          | 42          | 16          | 13          | 13          | 42          | 37          | +5          | 32es de finale      |
| 2005      | 2e          | 12e         | 54          | 42          | 15          | 9           | 18          | 40          | 43          | -3          | Seizièmes de finale |
| 2006      | 2e          | 5e          | 65          | 42          | 21          | 8           | 13          | 67          | 40          | +27         | 32es de finale      |
| 2007      | 2e          | 13e         | 56          | 42          | 14          | 14          | 14          | 50          | 48          | +2          | 32es de finale      |
| 2008      | 2e          | 8e          | 61          | 42          | 17          | 10          | 15          | 63          | 60          | +3          | Seizièmes de finale |
| 2009      | 2e          | 15e         | 47          | 38          | 12          | 11          | 15          | 43          | 42          | +1          | Seizièmes de finale |
| 2010      | 2e          | 11e         | 53          | 38          | 15          | 8           | 15          | 37          | 39          | -2          | Huitièmes de finale |
| 2011-2012 | 2e          | 11e         | 62          | 48          | 16          | 14          | 18          | 57          | 66          | -9          | 32es de finale      |
| 2011-2012 | 2e          | 11e         | 62          | 48          | 16          | 14          | 18          | 57          | 66          | -9          | 32es de finale      |
| 2012-2013 | 2e          | 4e          | 52          | 32          | 13          | 13          | 6           | 36          | 26          | +10         | Huitièmes de finale |
| 2013-2014 | 2e          | 7e          | 56          | 36          | 15          | 11          | 10          | 43          | 34          | +9          | Seizièmes de finale |
| 2014-2015 | 2e          | 14e         | 37          | 34          | 8           | 13          | 13          | 32          | 46          | -14         | 32es de finale      |
| 2015-2016 | 2e          | 14e         | 49          | 38          | 13          | 10          | 15          | 36          | 35          | +1          | Huitièmes de finale |
| 2016-2017 | 2e          | 4e          | 59          | 38          | 15          | 14          | 9           | 45          | 33          | +12         | Huitièmes de finale |
| 2017-2018 | 1re         | 16e         | 13          | 30          | 2           | 7           | 21          | 16          | 55          | -39         | Quarts de finale    |
| 2018-2019 | 2e          | 7e          | 58          | 38          | 15          | 13          | 10          | 46          | 41          | +5          | Seizièmes de finale |
| 2019-2020 | 2e          | 7e          | 43          | 27          | 12          | 7           | 8           | 42          | 30          | +12         | Seizièmes de finale |
| 2020-2021 | 2e          | 11e         | 60          | 42          | 17          | 9           | 16          | 52          | 47          | +5          | Huitièmes de finale |
| 2021-2022 | 2e          | 4e          | 65          | 38          | 19          | 8           | 11          | 48          | 38          | +10         | 64es de finale      |
| 2022-2023 | 2e          | 10e         | 44          | 34          | 11          | 11          | 12          | 50          | 39          | +11         | 32es de finale      |

## Personnalités

### Entraîneurs
La liste suivante présente les différents entraîneurs du club depuis 1948.
- Grigori Toutchkov (1948-1949)
- Grigori Soukhov (1951)
- Ivan Kotchetkov (1951-1952)
- Grigori Soukhov (1954-1955)
- Viktor Jilssov (1957)
- Grigori Toutchkov (1957-1958)
- Iouri Melnikov (1960-1964)
- Vladimir Chpynov (1965)
- Valentin Nikolaïev (1966-1967)
- Vladimir Chpynov (1968-1970)
- Boris Semionov (1971-août 1982)
- Valentin Afonine (août 1982-septembre 1983)
- Leonid Nazarenko (1984-1987)
- Vladimir Bytchev (1988-1994)
- Vladimir Krymski (1995)
- Vladimir Soussine (1995-1998)
- Oleh Smolyaninov (1999-2005)
- Sergueï Gorloukovitch (décembre 2005-octobre 2006)
- Sergueï Kozlov (octobre 2006-juin 2007)
- Aleksandr Korechkov (juin 2007-juin 2008)
- Sergueï Kozlov (juin 2008-juillet 2008)
- Vladimir Faïzouline (juillet 2008-décembre 2009)
- Sergueï Gorloukovitch (décembre 2009-septembre 2010)
- Sergueï Feldmane (septembre 2010-décembre 2010)
- Igor Protassov (décembre 2010-septembre 2011)
- Sergueï Feldmane (septembre 2011-octobre 2011)
- Aleksandr Grigoryan (octobre 2011-décembre 2012)
- Giorgi Daraselia (décembre 2012-juin 2013)
- Valdas Ivanauskas (juin 2013-avril 2015)
- Alekseï Poddoubski (avril 2015-juin 2015)
- Aleksandr Gorbatchiov (juin 2015-août 2015)
- Aleksandr Grigoryan (août 2015-janvier 2017)
- Andreï Gordeïev (janvier 2017-avril 2017)
- Alekseï Poddoubski (mai 2017-décembre 2017)
- Rinat Bilialetdinov (décembre 2017-mars 2018)
- Sergueï Perednia (avril 2018-août 2018)
- Vadim Ievseïev (août 2018-mars 2019)
- Alekseï Poddoubski (mars 2019-octobre 2020)
- Sergueï Iouran (octobre 2020-février 2022)
- Alekseï Poddoubski (février 2022-mai 2022)
- Roman Charonov (depuis juin 2022)

### Joueurs emblématiques
Les joueurs internationaux suivants ont joué pour le club. Ceux ayant évolué en équipe nationale lors de leur passage au SKA sont marqués en gras.
URSS/Russie
- Vladimir Astapovski
- Viktor Boulatov
- Viktor Faïzouline
- Andreï Ivanov
- Boris Kopeïkine
- Nikolaï Olenikov
- Sergueï Olchanski
- Andreï Semionov
- Aleksandr Tarkhanov
- Akhrik Tsveiba
- Aleksandr Yerokhine

Pays de l'ex-URSS
- Robert Arzumanyan
- Ruslan Koryan
- Gennadi Drozdov
- Rizvan Umarov
- Sergueï Kavalchouk
- Andreï Poryvaïev
- Kakhaber Aladashvili
- Gogita Gogua
- Shota Grigalashvili
- Gocha Khojava
- Otar Martsvaladze
- Giorgi Navalovski
- Lasha Salukvadze
- Vitaliy Artemov
- Qayrat Aymanov
- Aleksandr Gorbunov
- Oleg Musin
- Serghei Alexeev
- Valeriu Andronic
- Sergiu Chirilov
- Alexandr Covalenco
- Iurie Priganiuc
- Roman Radcenco
- Serghei Secu
- Adrian Sosnovschi
- Igor Vityutnev
- Wýaçeslaw Krendelew
- Denys Dedechko
- Andriy Dikan
- Oleksandr Kyryukhin
- Vladimir Radkevich

Europe
- Mark Švets
- Ventsislav Hristov
- Aivars Drupass
- Oļegs Karavajevs
- Darius Miceika
- Tomas Mikuckis

Afrique
- MacDonald Mukansi

## Identité du club

### Historique du logo
La galerie suivante liste les différents logos connus du club au cours de son existence.

1990-1998
1999-2016
depuis 2016

### Rivalité avec le Luch Vladivostok
Le SKA-Khabarovsk entretient une rivalité régionale avec l'autre grand club de l'Extrême-Orient russe, le Luch Vladivostok, dans le cadre du « Derby d'Extrême-Orient » (russe : Дальневосточным дерби). La première confrontation entre les deux a lieu peu après l'entrée du club dans le championnat soviétique le 28 juin 1958. Celle-ci est alors remportée 2-1 par le SKVO Khabarovsk, tandis que le Luch prend sa revanche au mois de septembre suivant avec un succès 3-0.
Les deux équipes se sont principalement rencontrées dans les basses divisions soviétiques et russes, où elles faisaient généralement partie des groupes dédiés à la partie orientale de ces deux pays. Elles se sont aussi croisées régulièrement dans la deuxième division russe où elles sont deux acteurs récurrents. Un total de 99 matchs ont été joués entre les deux clubs, dont 61 durant l'ère soviétique et 38 depuis l'indépendance de la Russie. Le bilan actuel est de 41 victoires pour le SKA contre 32 pour le Luch, les 26 confrontations restantes se sont quant à elles achevées sur des résultats nuls,.